# Sawang Lebar
Sawang Lebar is een bestuurslaag in het regentschap Bengkulu Utara van de provincie Bengkulu, Indonesië. Sawang Lebar telt 1107 inwoners (volkstelling 2010).